# Ionela Loaieș
Ionela Loaieș (1º febbraio 1979) è un'ex ginnasta rumena.

## Palmarès

### Olimpiadi
- 1 medaglia:
  - 1 bronzo (Atlanta 1996 nel concorso a squadre)

### Mondiali
- 1 medaglia:
  - 1 oro (Dortmund 1994 nel concorso a squadre)